# Пипери (племя)

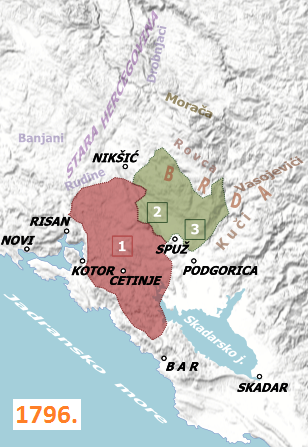
Территория Старой Черногории (1) и двух брдских племен (зеленый цвет): Белопавличи (2) и Пипера (3)

Пипери (черног.  Пипери) — историческое племя и регион на северо-востоке Черногории. Пипери расположен между реками Морача и Зета вплоть до северного пригорода черногорской столицы Подгорицы.

## История

### Происхождение
Устные предания и отрывочные рассказы были собраны писателями, путешествовавшими по региону, о ранней истории Пипери. Междисциплинарный и сравнительный обзор этих историй с записанным историческим материалом дал более исторически обоснованные данные в XX и XXI веках.
Сербский этнолог Йован Эрделянович путешествовал по этому региону в XIX веке и провел многочисленные обследования племени, у которого он зафиксировал многие обычаи и традиции. Он также записал устную традицию от членов самого племени, которая рассматривала происхождение племени и его братств. Согласно устной традиции, после падения сербского деспотата в XV веке один дворянин по имени Гойко или Гояк вместе со своей семьей покинул Южную Сербию и прибыл в область Морача. В последующее время от его семьи произошли четыре основных братства Пипери: Джурковичи, Лазаревичи, Петровичи и Вукотичи. Йован Эрдельянович установил, что устная традиция происходит от части Пипери, называемых Лутовцами, которые составляют большинство в племени, и пришел к выводу, что они являются пришельцами, появившимися в племени в указанный период, после падения Сербского деспотата. Более поздние исследования османских источников 1485 и 1497 годов региона, проведенный исследователем Браниславом Джурджевым, подтвердило его выводы, так как племя наблюдало значительный рост населения, которое было из пришельцев, которые были православными и имели в большинстве своем славянские имена. Йован Эрдельянович также записал некоторые более древние устные традиции племен, которые связывали племя с Лужанами, из чего он заключил, что они произошли из частей Пипери, таких как Мркэ, которые были там до прибытия лутовцев.

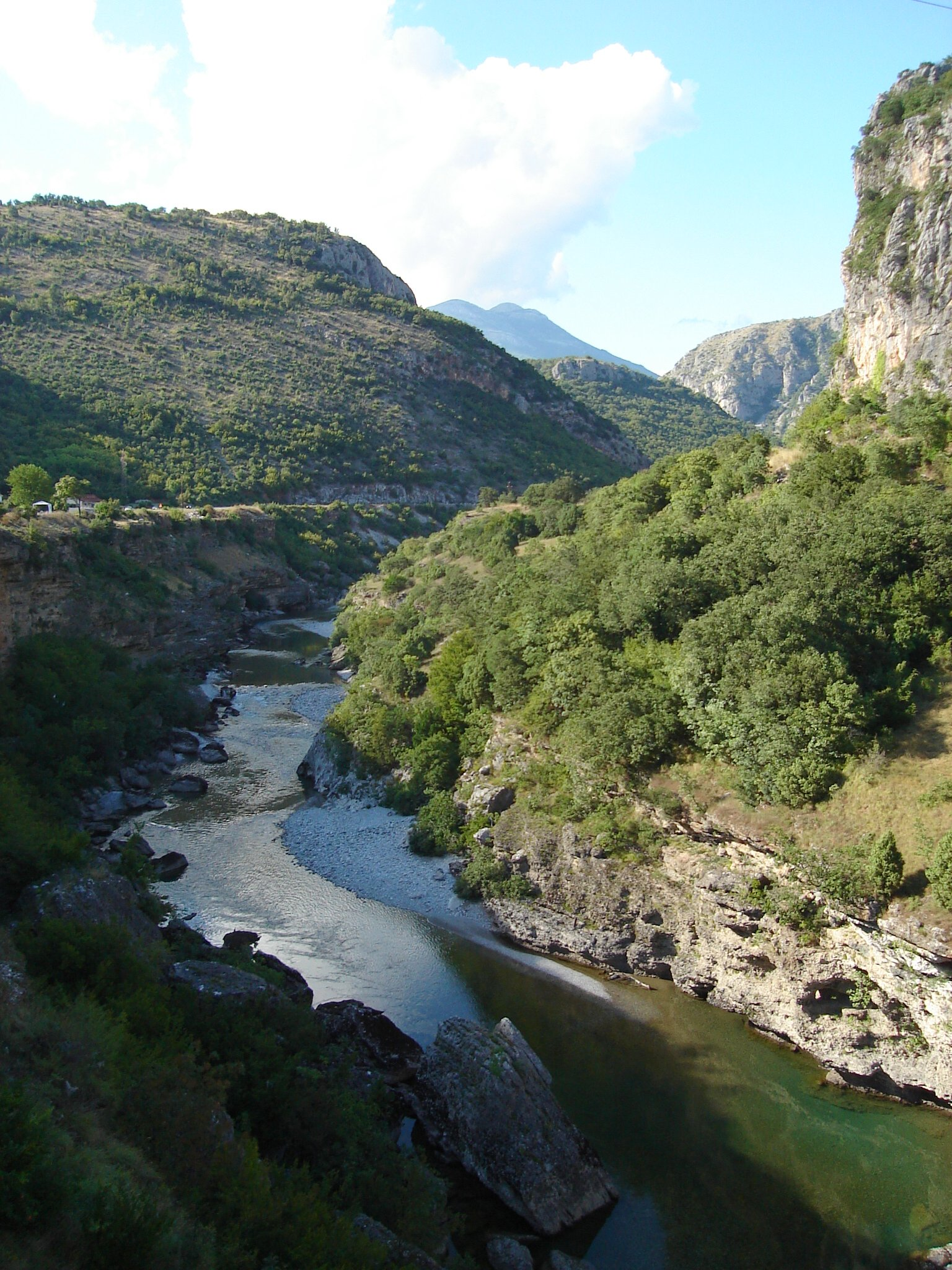
Каньон Морача недалеко от Подгорицы

Австрийский дипломат Иоганн Георг фон Хан в середине XIX века записал устную традицию, происходившую от албанцев в соседнем регионе Триепши, которые также считали происхождение племени Пипери. Согласно ей, первым прямым мужским предком Триепши был Бан Кеки, сын Кека, албанца-католика, бежавшего от османского завоевания и поселившегося в славяноязычной области, которая впоследствии стала исторической областью Пипери. Его сыновья Лазер Кеки (предок Хоти), бан Кеки (предок Триепши), Меркота Кеки, Кастер Кеки (предок Красников) и Васька Кеки (предок Васоевичей) должны были покинуть деревню после совершения убийства местных жителей, но Кек и его младший сын Пайпер Кеки остались там, и Пайпер Кеки стал прямым предком племени Пипери. Имя первого предка, Кек, что в переводе с албанского означает плохой, дается в Малезии только детям или детям из семей с очень небольшим количеством детей (из-за младенческой смертности). В этих семьях «уродливое» имя (i çudun) давалось как устный талисман, чтобы защитить ребенка от «дурного глаза».

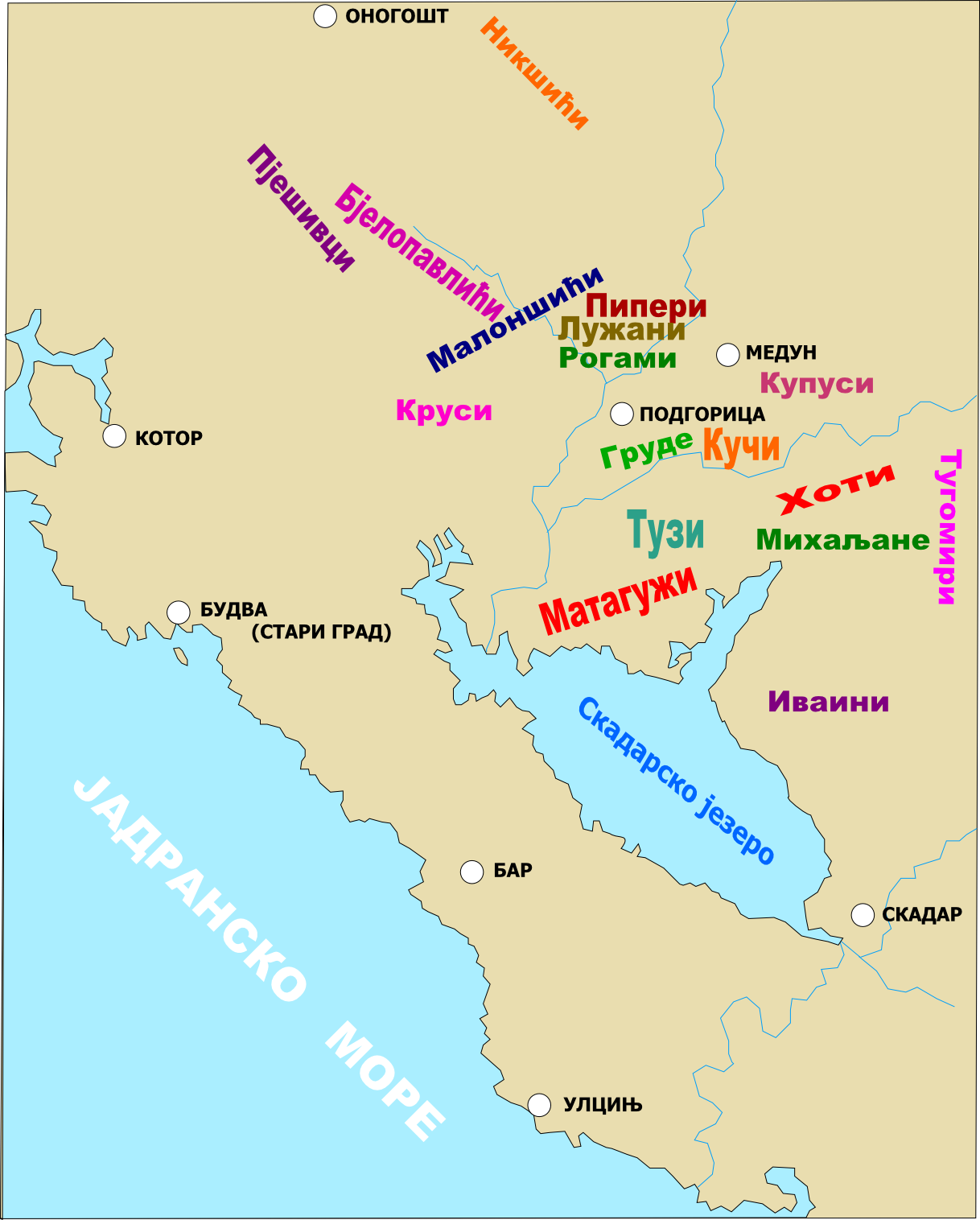
Племена Горной Зеты в середине XV века, среди них — Пипери

Исторические исследования показали, что Пипери не является племенем патрилинейного происхождения. Они сформировались в период между серединой XV века и XVI веком общинами, которые поселились в разные периоды в Пипери, где они также обнаружили уже оседлое население. Пипери появляется в дефтере санджака Скутари в 1485 и 1497 годах. Население Пипери с 1485 по 1497 год увеличилось более чем вдвое — с 167 до 347 дворов. 121 из этих семей состояли из неженатых мужчин и 38 — из вдов. По словам исследователя Селами Пулаха это указывает на то, что многие из вновь прибывших были беженцами из районов, завоеванных в Черногории и Северной Албании. В дополнительном дефтере 1497 года есть несколько родственных групп в районе Пипери, который появляется как отдельная нахия, разделенная на три тимара во главе с местными христианскими османскими сипахами. Многие общины деревень Пипери были классифицированы как уже осевшие или пришлые из других областей. В деревнях общины образовывали кластеры домашних хозяйств в соответствии с их родственными связями. Такое разделение поселений по родству сохранялось даже в начале XX века. Деревни Пипери в 1497 году были Luškožupa, Drezga, Strahalić, Belica, Moračica, Dig, Miračnica, Dobrico, Radučev do, Brestica, Dirnovica, Mrke . Самыми крупными отдельными племенными общинами, населявшими Пипери в то время, были Лужани, Букумири, Бушати и другие . Славянская антропонимия в то время в Пипери в основном приписывается Лужанам, в то время как албанская антропонимия — Букумири, Бушати и некоторым более мелким общинам. Другие общины, такие как Макуре и Матаруге, также поселились в Пипери. Их следы могут быть идентифицированы главным образом в пределах Лужаней, к которым они присоединились к тому времени в исторических записях. С ними связан топоним Macur jama (яма Макуры) в современном Пипери.

## Османский период
Пипери впервые упоминается в венецианских документах в начале XV века. Мариано Болизза записал в 1614 году, что в Пипери было в общей сложности 270 домов сербской православной веры . 700 человек с оружием в руках находились под командованием Радослава Божидарова. Джованни Бембо, венецианский дож (1615—1618), разбил сербских пиратов (ускоков), которых австрийцы использовали против Венецианской республики. Они были вынуждены укрыться в Никшиче и Пипери и обосновались в деревнях и племенах под более поздним руководством семьи Петровичей-Негошей, члены которой занимали должность сербского православного митрополита Цетинского (владыки, князя-епископа) после 1694 года. Пипери сражались с Осман-пашой в 1732 году и Махмут-пашой в 1788 году. Они упоминаются как «сербский православный клан» в историко-географическом обзоре 1757 года и письме, отправленном клановой федерацией в Россию в 1789 году . Документы, особенно письмо Ивана Радонича от 1789 года, показывают, что черногорцы были идентифицированы как сербы, и что Банджани, Кучи, Пипери, Белопавличи, Зечани, Васоевичи, Братоножичи были идентифицированы не как «черногорцы», а только как сербские племена. Все они упоминались только в региональной, географической и племенной манере, и никогда как этническая категория. В 1796 году они снова сражались с Махмут-пашой в битве под Мартиничами (современный Даниловград). Они сражались с Тахир-Пашой около 1810 года.
Владыка Петр I Петрович Негош (1782—1830) провел успешную кампанию против османского бея Боснии в 1819 году. Отражение османского вторжения из Албании во время Русско-турецкой войны 1828—1829 годов привело к признанию суверенитета Черногории над племенем Пипери. Петру I удалось объединить Пипери и Белопавличей со Старой Черногорией. В 1847 году разразилась гражданская война, в ходе которой Пипери, Кучи, Белопавличи и Чрмница пытались противостоять растущей централизованной власти нового князя Черногории. Сепаратисты были подавлены, а их главари расстреляны. На фоне Крымской войны в Черногории существовала политическая проблема. Дядя князя Данилы I Петровича, Георг, призывал к еще одной войне против османов, но австрийцы посоветовали Даниле не брать оружия . Против Данилы был составлен заговор во главе с его дядьями Георгом и Перо, ситуация достигла своего апогея, когда турки-османы разместили войска вдоль границы с Герцеговиной, провоцируя горцев. Некоторые призывали к нападению на Бар, другие вторглись в Герцеговину, и недовольство подданных Данилы возросло настолько, что племена Пипери, Кучи и Белопавличи, недавно вошедшие в состав Черногории, провозгласили себя независимым государством в июле 1854 года. Данило был вынужден принять меры против повстанцев в Брде, некоторые перешли на турецкую территорию, а некоторые подчинились и должны были заплатить за гражданскую войну, которую они вызвали.
Йован Эрделянович, известный сербский этнограф, заявил, что четыре главных братства (клана) Рогами (область, соответствующая древней Дукле), Райковичи, Стаматовичи, Вучиничи и Вукановичи, стали побратимами (кровными братьями) и что все они почитали Архангела Михаила как своего святого покровителя (Сербская православная традиция славы).

## Современный период
Пипери был одним из племен, которые составляли политическую фракцию «зеленашей» (Zelenaši), политическую фракцию, которая рассматривала объединение Черногории с Сербией в 1918 году, как аннексию Черногории, и вместо этого поддерживала независимую Черногорию. Зеленые спровоцировали Рождественское восстание 7 января 1919 года, которое было подавлено сербскими войсками.
Во время Второй мировой войны большинство племени Пипери поддерживало югославских партизан. В Черногорском комитете югославской Коммунистической партии до войны доминировали члены клана Пипери, которые были зачинщиками Июльского восстания 1941 года. Одним из самых известных коммунистов Пипери был доктор Вукашин Маркович, личный помощник Ленина, который вернулся после Октябрьской революции из России в Черногорию, планируя устроить советскую революцию. После его провала и ареста он бежал в СССР, где принял на себя партийные обязанности.

## Известные люди из Пипери

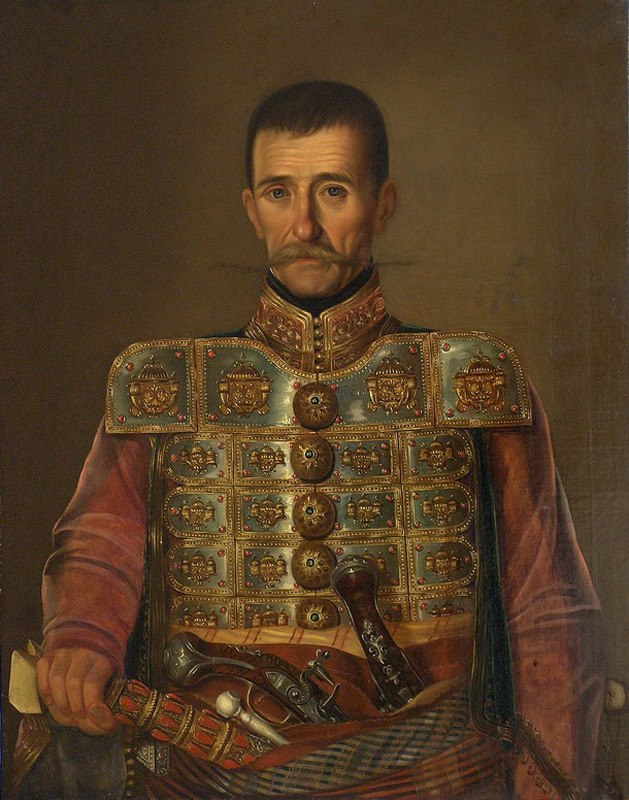
Узун Мирко Апостолович (1782—1868), сербский воевода

Арсо Йованович (1907—1948)

- Узун Мирко Апостолович (1782—1868), сербский воевода (военачальник), имевший чин бимбаши во время Сербской революции.
- Арсо Йованович (1907—1948), югославский партизанский командир во время Второй мировой войны
- Блаж Йованович (1907—1976), югославский коммунист и президент Черногории
- Савич Маркович-Штедимлия (1906—1971), прохорватский черногорский идеолог и коллаборационист режима усташей
- Милютин Вучинич (1869—1922), премьер-министр королевства Черногория в изгнании
- Боро Вучинич (род. 1954), черногорский политик и бывший министр обороны
- Иван Милутинович (1901—1944), югославский партизанский генерал, погибший во время Второй мировой войны в Югославии
- Мило Милунович (1897—1967), известный югославский художник.
- Томислав Николич (род. 1952), президент Сербии (2012—2017)
- Еврем Бркович (род. 1933), черногорский писатель
- Балша Бркович (род. 1966), черногорский писатель, сын Еврема.
- Радуле Стийенский (1901—1966), черногорский и советский поэт и писатель, племянник Вукашина Марковича.